# Lennart Wastesson
Erik Lennart Wastesson, född 27 april 1968 i Hägerstens västra kyrkobokföringsdistrikt, Stockholm, är en svensk låtskrivare.

## Kompositioner

### Melodifestivalen
- 2002 – Kom och ta mig med Brandsta City Släckers (skrevs tillsammans med Larry Forsberg och Sven-Inge Sjöberg).
- 2002 – Hon kommer med solsken med Östen med Resten (skrevs tillsammans med Larry Forsberg och Sven-Inge Sjöberg).
- 2003 – Crazy in Love med Jill Johnson (skrevs tillsammans med Larry Forsberg och Sven-Inge Sjöberg).
- 2003 – Love Is All med Liverpool (skrevs tillsammans med Larry Forsberg och Sven-Inge Sjöberg).
- 2003 – Maria med Östen med Resten (skrevs tillsammans med Larry Forsberg och Sven-Inge Sjöberg).
- 2004 – Boom bang-a-bang med Glenn Borgkvist & Lotta Nilsson (skrevs tillsammans med Lars Erlandsson, Fredrik Lenander, David Clewett, Larry Forsberg och Sven-Inge Sjöberg).
- 2004 – La dolce vita med After Dark (skrevs tillsammans med Larry Forsberg och Sven-Inge Sjöberg).
- 2005 – Wherever You Go med NaNa (skrevs tillsammans med Larry Forsberg och Sven-Inge Sjöberg).
- 2007 – Vi hade nåt med Emilè Azar (skrevs tillsammans med Larry Forsberg och Sven-Inge Sjöberg).
- 2011 – Ge mig en spanjor med Babsan (skrevs tillsammans med Larry Forsberg och Sven-Inge Sjöberg).
- 2016 – Himmel för två med Anna Book (skrevs tillsammans med Camilla Läckberg, Larry Forsberg och Sven-Inge Sjöberg).
- 2016 – Kom ut som en stjärna med After Dark (skrevs tillsammans med Lina Eriksson, Kent "Sippan" Olsson, Calle Kindbom, Larry Forsberg och Sven-Inge Sjöberg).